# Estadio municipal Francisco Peraza
El estadio municipal Francisco Peraza, también conocido como La Manzanilla, su nombre original, es un estadio multiusos situado en la Vega Lagunera en la ciudad tinerfeña de San Cristóbal de La Laguna (Santa Cruz de Tenerife) España. Es el estadio en el que el Club Deportivo Laguna disputa sus partidos como local, se inauguró  sobre 1944 y tiene una capacidad para unos 6.000 espectadores sentados. También acoge competiciones de atletismo.

## Historia
El Campo de La Manzanilla fue inaugurado en los años cuarenta del siglo XX. Antes de esa fecha había un campo de fútbol junto a la Plaza de San Francisco. Al ponerse allí el cuartel de infantería, se prepara para uso deportivo la finca de La Manzanilla, a un kilómetro del antiguo campo. El 26 de abril de 1969 el Ayuntamiento de San Cristóbal de La Laguna lo renombra en honor del que fuera gran futbolista lagunero, denominación que mantiene en la actualidad.
Después de la mejora de las instalaciones fue reinaugurado el 30 de agosto de 1977 con un partido entre la Unión Deportiva Las Palmas y el Toscal Club de Fútbol. En la actualidad está siendo remodelado nuevamente.